# Louis Bara
Pour les articles homonymes, voir Bara.
Louis Alphonse Bara, né le 3 octobre 1881  à Denain (Nord) et mort le 19 juin 1935 à Mézières est un ouvrier syndicaliste libertaire et antimilitariste.

## Biographie
Louis Bara est ouvrier d’usine à Mohon puis lamineur à Château-Regnault.
En 1908, il milite à l'Union des Syndicats des Ardennes, et fréquente la Colonie libertaire d'Aiglemont fondée, en 1903, par Jean-Charles Fortuné Henry.
Le 17 octobre 1910, une manifestation de carriers a lieu devant la gare de Levrezy, pour protester contre l’attitude de certains employés de la Compagnie des chemins de fer de l’Est qui refusaient de se mettre en grève. La gendarmerie, renforcée par un détachement du 91e régiment d’infanterie défend l’accès de la gare. Bara entame le chant Gloire au 17e, puis crie « Soldats, crosse en l’air, rompez vos rangs, mettez-vous avec les travailleurs, faites comme vos frères du 17e ». Il est  condamné le 1er février 1911 à 18 mois de prison et purge sa peine à Clairvaux. En septembre 1911, la Ligue des droits de l’homme demande sa grâce.
En 1913, il collabore au journal antimilitariste La Guerre sociale affilié à l'Association internationale antimilitariste.

## Sources
- Dictionnaire international des militants anarchistes : notice biographique.
- L'Éphéméride anarchiste : notice biographique.
- Dictionnaire biographique du mouvement ouvrier français, « Le Maitron » : notice biographique.